# Scaphosteles nukahiva
Scaphosteles nukahiva är en insektsart som beskrevs av Knight och Webb 1993. Scaphosteles nukahiva ingår i släktet Scaphosteles och familjen dvärgstritar. Inga underarter finns listade i Catalogue of Life.